# Timoleone (nome)
Timoleone  è un nome proprio di persona italiano maschile.

## Varianti
- Maschili: Timoleonte[1][2]

### Varianti in altre lingue
- Bulgaro: Тимолеон (Timoleon)
- Catalano: Timoleó[3]
- Francese: Timoléon
- Greco antico: Τιμολέων (Timoleon)
- Inglese: Timoleon
- Latino: Timoleon[2]
- Russo: Тимолеонт (Timoleont)
- Siciliano: Timuliunti
- Spagnolo: Timoleón[3]
- Tedesco: Timoleon
- Ucraino: Тімолеонт (Timoleont)

## Origine e diffusione

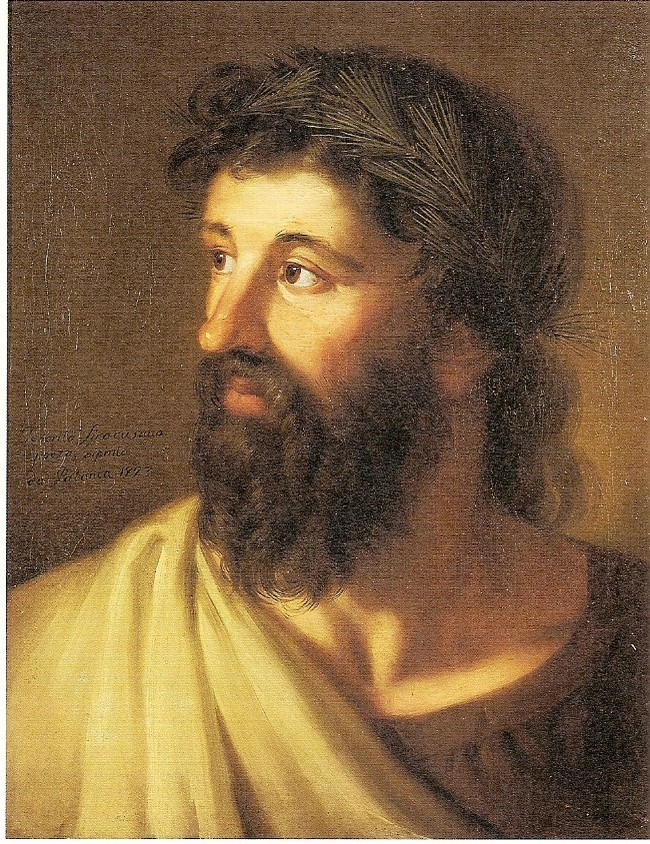
Timoleone dipinto da Giuseppe Patania

Nome di scarsissima diffusione, portato da Timoleone, il politico che liberò la Sicilia dai tiranni, la cui storia è narrata anche in un'omonima tragedia di Vittorio Alfieri.
Etimologicamente, risale al greco antico Τιμολέων (Timoleon), basato su τιμάω (timao, "onorare", da cui anche Timeo, Timone, Timoteo) e λεων (leon, "leone", da cui anche Leone, Leonida e Leonzio).

## Onomastico
L'onomastico può essere festeggiato il 1º novembre, festa di Ognissanti, in quanto il nome è adespota, ovvero non ha alcun santo patrono.

## Persone
- Timoleone, politico e militare siceliota
- Timoleone di Cossé, nobile e militare francese
- Timoleone di Cossé-Brissac, politico francese
- Timoleone Raimondi, missionario italiano

### Varianti
- Timoléon Chapperon, politico francese
- Timoleón Jiménez, rivoluzionario colombiano